# Wouter VI Berthout

Wapen van de familie Berthout

Wouter VI Berthout, bijgenaamd De Grote, (gestorven 1286) was heer van Mechelen tussen 1243 en 1286 op basis van een feodale overeenkomst met de prins-bisschop van Luik.
Hij was de zoon van Wouter V Berthout en Adelise van Edingen. Bij zijn aantreden bestond het grondgebied nog uit een deel met de stad Mechelen en een deel met het omliggende land.
Onder zijn bewind kende de lakenhandel in Mechelen een grote bloei. Hij slaagde erin zijn machtsbasis uit te bouwen door zijn leenheer uit te spelen tegen de hertog van Brabant. Dat was mogelijk wegens zijn huwelijk met een nicht van hertog Hendrik II van Brabant. In 1267 vocht hij namens Jan I van Brabant de Slag van Tildonk uit met een legertje uit Leuven, waar de adel zich verzette tegen de machtsovername door Jan I. Dit leidde tot een korte belegering van Mechelen in 1268 door prins-bisschop Hendrik III van Gelre, gesteund door de graven van Gelderland, Gullik en Loon. Na negen dagen werd de belegering echter al opgebroken en werden onderhandelingen gevoerd, die uiteindelijk alles bij het oude lieten. Wel was sindsdien Wouter Berthout een naaste vertrouweling en raadgever van de hertog.

## Huwelijk
Wouter huwde in 1238 met Maria van Auvergne (gestorven 19 mei 1280), de dochter van Willem X van Auvergne en Adelheid van Brabant. Ze kregen vijf kinderen:
- Wouter VII Berthout (gestorven 1288), heer van Mechelen,
- Floris Berthout (gestorven 1331), heer van Mechelen als opvolger van zijn neef Gillis Berthout (gestorven 1310),
- Willem Berthout (gestorven 1301), bisschop van Utrecht,
- Mathilde (gestorven 1306),
- Sofie (gestorven 1299)